# Tupinizando
Tupinizando es una página de redes sociales brasileña dedicada a la promoción del tupí antiguo, así como a temas relacionados. Creado por el estudiante Mateus Oliveira, tenía más de 183 000 seguidores en Instagram a 2024, estando también disponible en YouTube y TikTok.

## Historia
Tupinizando fue creado por el entonces estudiante de filosofía Mateus Oliveira, de Nazaré Paulista, São Paulo, y de una familia originaria de la Región Nordeste de Brasil con ascendencia indígena. Según Oliveira, la decisión de comenzar a estudiar el tupí antiguo —hoy lengua muerta— ocurrió en 2020, al inicio de la pandemia de COVID-19, cuando estaba terminando la escuela secundaria. El estudiante consideró estudiar idiomas como el mandarín o el italiano, pero eligió una de las más de doscientas lenguas nativas de Brasil como una forma de afirmar su ascendencia. La página fue creada en Instagram para compartir los descubrimientos de Oliveira durante el estudio del idioma; afirma que, desde que comenzó sus estudios, descubrió que «los brasileños hablan tupí todo el día sin saberlo».

El tupi es para nosotros, para la formación del pueblo brasileño, lo que el latín es para la civilización europea, o el griego. Entonces, creo que el tupi es nuestra lengua indígena clásica. Es la lengua que dio forma a nuestra identidad nacional en los primeros siglos, a través de las Lenguas Generales, que eran mucho más habladas que el portugués, hace al menos dos siglos en nuestra historia.
Mateus Oliveira

Oliveira señala que los materiales para el estudio del tupí antiguo son de difícil acceso, aunque esto ha sido facilitado a través de Internet, destacando el trabajo del filólogo brasileño Eduardo de Almeida Navarro, autor del libro Método Moderno de Tupi Antigo.

## Página y contenido
A través de Tupinizando, Mateus Oliveira ofrece contenidos relacionados con el origen de las palabras y lecciones de gramática, como la conjugación de verbos o el uso de adjetivos. La página fue creada en Instagram, estando también disponible en YouTube y TikTok. A febrero de 2024, Tupinizando tenía más de 169 000 seguidores en Instagram, y a febrero de 2023, su vídeo más visto fue visto por más de 250 000 personas; en él, Oliveira informó el significado de los nombres de cinco estados brasileños con origen en el antiguo tupí.